# Medard Kozłowski
Medard Kozłowski (ur. 24 lipca 1886 w Krośnie, zm. na pocz. 1945) – polski nauczyciel, polityk, dziennikarz, działacz endecki, wójt Zakopanego, powstaniec warszawski, poseł na Sejm I kadencji w II RP z ramienia Związku Ludowo-Narodowego.

## Życiorys

### Zabory i pierwsze lata niepodległości
Po ukończeniu C.K. Gimnazjum w Przemyślu i zdaniu matury studiował matematykę i fizykę na Uniwersytecie Franciszkańskim i Uniwersytecie Jagiellońskim.
W 1911 podjął pracę jako nauczyciel w średniej szkole koedukacyjnej Ksawerego Praussa w Zakopanem. Od 1914 był nauczycielem prywatnym, w latach 1918–1922 nauczyciel w gimnazjum.
W 1914 przystąpił do Ligi Narodowej. Stworzył wraz z Janem Kasprowiczem i Stefanem Żeromskim Organizację Narodową. W 1918 był jednym z głównych twórców oraz członkiem władz efemerycznego tworu państwowego Rzeczypospolitej Zakopiańskiej. W pierwszych latach niepodległości zaangażował się w pomoc dla Górnego Śląska podczas plebiscytu, w akcję polonizacyjną na przyłączonych do Polski fragmentach należących przed wojną do Węgier (Spiszu i Orawy) oraz w prace powstałego podczas wojny polsko-bolszewickiej Komitetu Obrony Państwa w Zakopanem.
W latach 1920–1926 pełnił urząd wójta Zakopanego. Podczas jego rządów wybudowano szpital publiczny, elektrownię miejską i łaźnię oraz powstał ogród publiczny. Pełnił także funkcję prezesa Związku Uzdrowisk Polskich. Działał w Związku Ludowo-Narodowym, w którym był prezesem zakopiańskiego koła.

### Okres międzywojenny
W 1922 wziął udział w wyborach do Sejmu z listy Chrześcijańskiego Związku Jedności Narodowej, w wyniku których zdobył mandat poselski. W Sejmie zasiadał w komisjach administracji, budżetowej i zdrowia publicznego. Ponadto był członkiem speckomisji dla zbadania wypadków zaszłych w dniach 6–8 XI 1923 r. w Borysławiu, Tarnowie i Krakowie oraz speckomisji ds. tzw. afery żyrardowskiej.
Podczas kolejnych wyborów w 1928 bezskutecznie starał się o reelekcję.
W 1928 przeprowadził się do Warszawy. Pracował tam jako kierownik biura parlamentarnego Związku Ludowo-Narodowego, a następnie Stronnictwa Narodowego. Był także korespondentem sejmowym Gazety Warszawskiej. Pisał także dla Kuriera Poznańskiego i Wieczoru Warszawskiego. Działał w organizacjach dziennikarskich.

### II wojna światowa
Podczas kampanii wrześniowej pisał dla dzienników ukazujących się w oblężonej Warszawie, za co pod koniec 1939 został aresztowany przez Niemców pod zarzutem szerzenia w prasie fałszywego obrazu zachowania się wojsk niemieckich na zajmowanych terenach i przez pół roku był więziony na Pawiaku. Po wyjściu na wolność działał w podziemnych organizacjach dziennikarskich. Walczył w powstaniu warszawskim do 10 sierpnia 1944, gdy został aresztowany przez Niemców. Początkowo przebywał w obozie przejściowym w Pruszkowie, następnie wywieziony do obozu koncentracyjnego Sachsenhausen lub w pobliskim Oranienburgu.
Na początku 1945 wraz z innymi więźniami ewakuowany do Bergen-Belsen. Zmarł podczas marszu.

## Życie prywatne
Syn urzędnika Karola i Marii z domu Chrzanowskiej. W 1912 poślubił Zofię Engelhardt. Małżeństwo miało dwie córki Magdalenę primo voto Wróblewską, żołnierkę AK i powstańca warszawskiego oraz Annę po mężu Czechowicz.
Zofia Kozłowska, podobnie jak jej mąż, została aresztowana podczas powstania warszawskiego. Zginęła w obozie koncentracyjnym Ravensbrück.